# Henry John Heinz
Henry John Heinz (né le 11 octobre 1844 à Pittsburgh en Pennsylvanie et mort le 14 mai 1919 dans la même ville) est un homme d'affaires germano-américain. Il est le fondateur de l'entreprise agro-alimentaire américaine Heinz.

## Biographie
À l'âge de 25 ans, John Heinz crée sa première entreprise agroalimentaire. Il déclare faillite en 1875 et lance une autre société agroalimentaire, F. & J. Heinz, en collaboration avec son frère et son cousin. 
En 1886, il établit un arrangement avec les magasins Fortnum & Mason pour assurer la commercialisation de ses produits au Royaume-Uni.

### Vie privée
Henry John Heinz épouse Sarah Sloan Young en 1869. De ce mariage, il a cinq enfants dont Howard Heinz (1877-1941), qui succède à son père dans la gestion de l'entreprise en 1919.